# 德尼·帕潘
德尼·帕潘（法語：Denis Papin，法語發音：[dəni papɛ̃]，1647年8月22日—1713年8月26日），又譯德尼·巴本，是法国物理学家、数学家、发明家，他发明的蒸汽蒸煮器是蒸汽机和压力锅的前身。

## 法国期间
帕潘生于希特奈，入读一耶稣会学校。1661年在昂热读大学，在1663年获得医学学位。1673年，帕潘在巴黎与克里斯蒂安·惠更斯和戈特弗里德·莱布尼茨做助手期间，逐渐对利用真空产生动力感兴趣。

## 初访伦敦

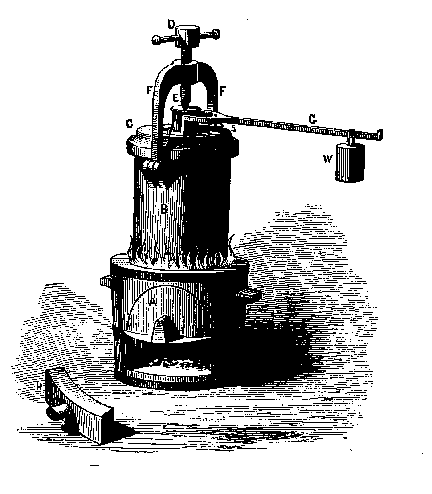
帕潘发明的蒸汽蒸煮器(1679年)

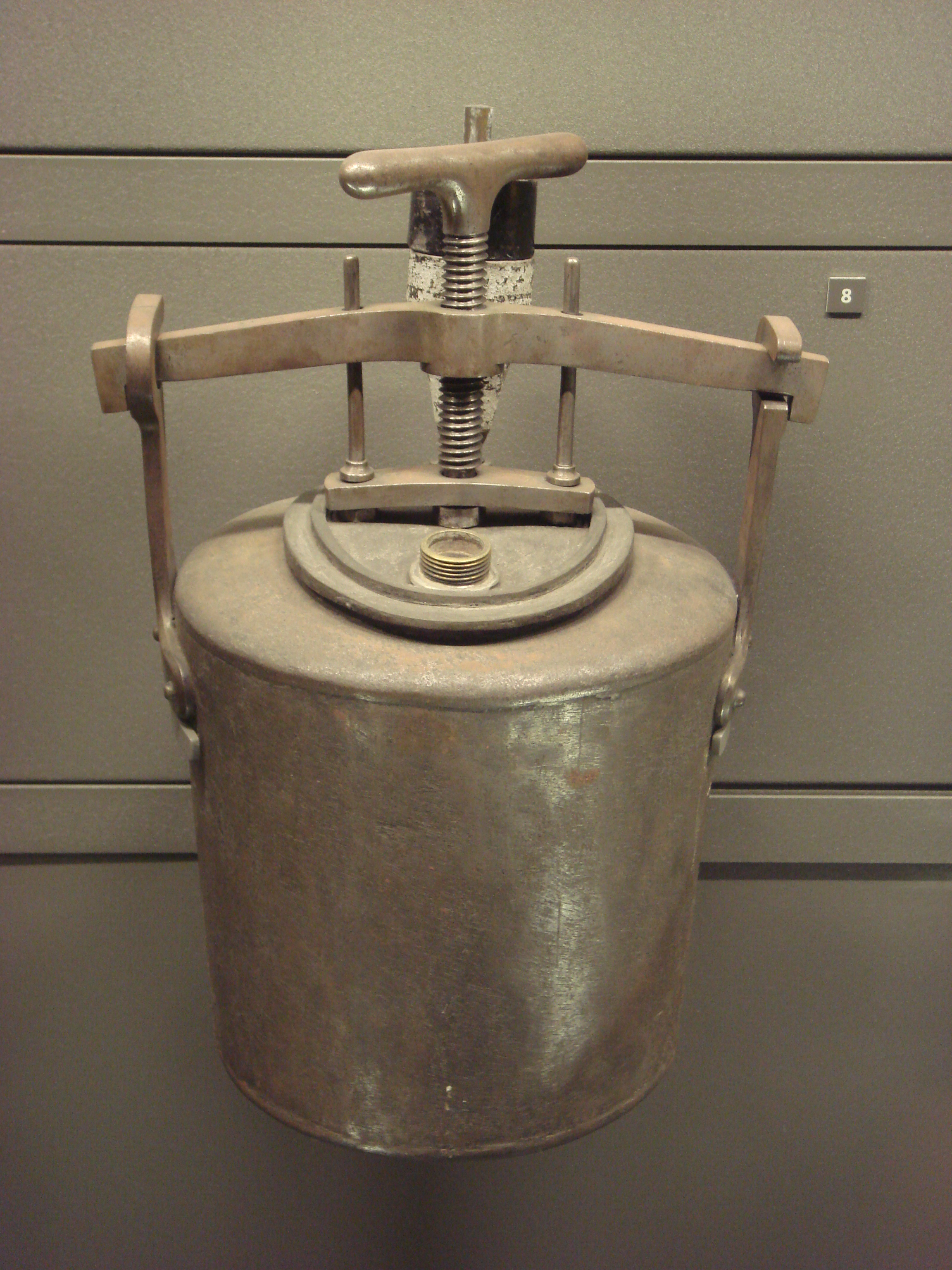
18世纪末使用的帕潘蒸煮罐

1675年，帕潘第一次到达伦敦。1676年——1679年为波义耳做助手。在此期间，帕潘发明了蒸汽蒸煮器，一种带有安全阀的压力锅。1679年，帕潘向皇家学会报告了他发明的蒸汽蒸煮器。1687年，帕潘离开伦敦赴德国接受一个学术职位。

## 就职德国
1690年，德尼·帕潘在马尔堡观察了大气压力对他的蒸煮器產生机械作用后，他建造了一个活塞式蒸汽机的模型，这是人類已知第一个活塞式蒸汽机。

## 重返伦敦
1707年，帕潘返回伦敦，但是妻子还留在德国。1707年至1712年间，帕潘多篇论文被皇家学会发表但没有通知他本人或没有付稿费，这令帕潘极为不满。
据信，他在1712年在穷困潦倒中去世，并葬在一个没有标记的地方。

## 紀念

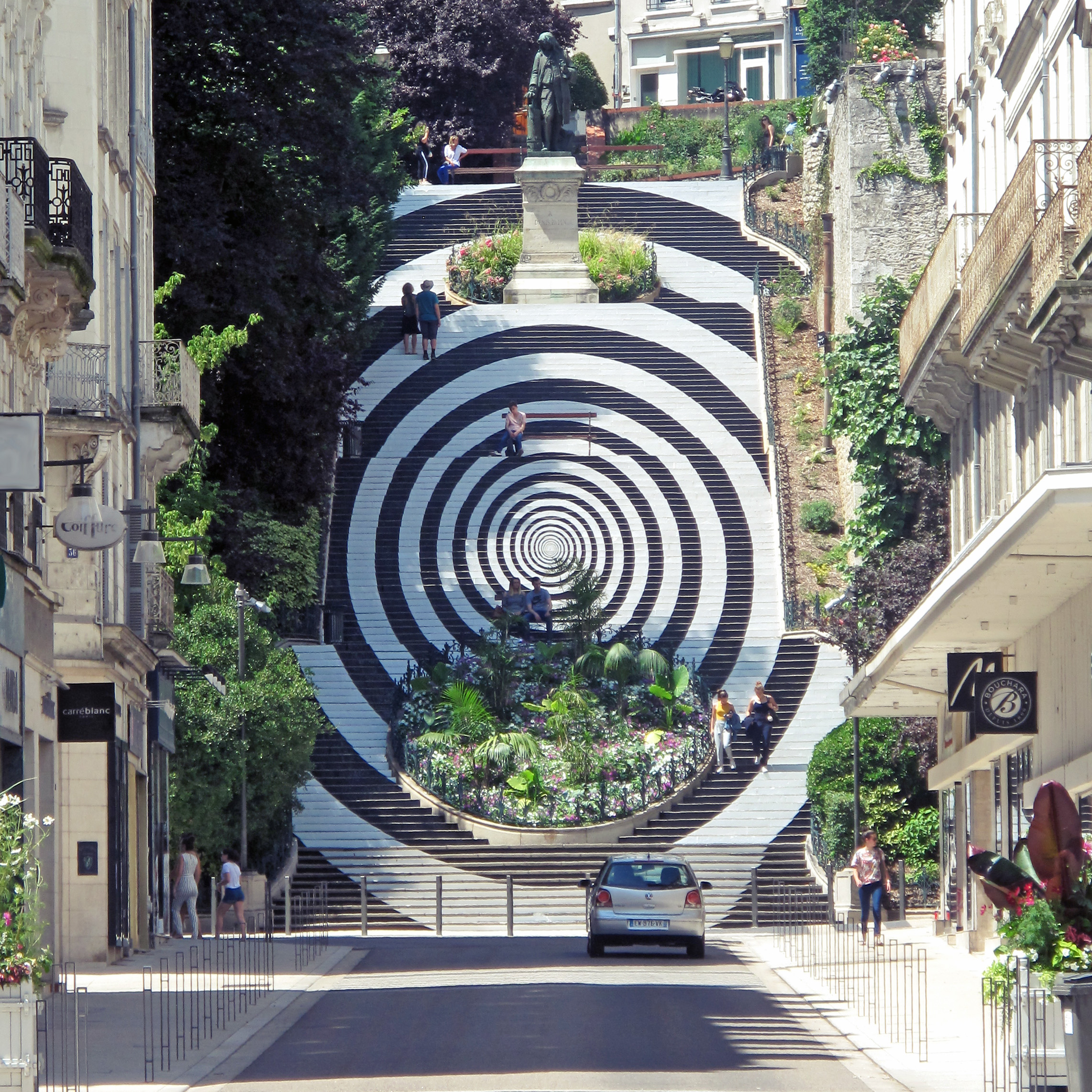
布盧瓦的帕潘雕像。

法國卡尔卡松將一條街道命名為德尼·帕潘大道。法國布盧瓦有他的雕像。

## 外部來源
- 約翰·J·奧康納; 埃德蒙·F·羅伯遜, ,  （英语）